# Козловский, Станислав Александрович
Станисла́в Алекса́ндрович Козло́вский  (род. 8 декабря 1976, Москва) — российский учёный-психолог, специалист в области когнитивной нейронауки памяти и восприятия. Кандидат психологических наук, доцент.
Участвует в продвижении Рунета; участник русской Википедии, популяризатор науки. Занимал пост директора некоммерческого партнёрства содействия распространению энциклопедических знаний «Викимедиа РУ» до его закрытия.

## Биография
Родился 8 декабря 1976 года в Москве.
В 1995 году поступил на факультет психологии МГУ имени М. В. Ломоносова, который окончил в 2000 году с отличием, где с того же времени стал заниматься преподавательской и научной деятельностью. С 2014 года — доцент кафедры психофизиологии.
В 2003 году окончил аспирантуру МГУ имени М. В. Ломоносова по кафедре психофизиологии и там же через год под научным руководством академика АПН СССР, академика РАО, профессора Е. Н. Соколова защитил диссертацию на соискание учёной степени кандидата психологических наук по теме «Психофизиологические механизмы сохранения зрительных образов в рабочей памяти».
В 2005—2008 годах — научный сотрудник лаборатории психофизиологии творчества Института психологии РАН.
В 2009—2013 годах — начальник отдела «Методы нейрокогнитивных исследований» Института когнитивных исследований Российского научного центра «Курчатовский институт». После вхождения Института когнитивных исследований наряду с другими структурными подразделениями в «Курчатовский комплекс НБИКС-технологий» 2010—2011 годах занимал должность заместителя заведующего лабораторией нейробиологических воздействий, а в 2011—2012 годах был старшим научным сотрудником лаборатории биоуправления.
В 2002 году проходил стажировку в Хельсинкском университете, в 2007 году — в Падуанском университете, Католическом университете Святого Сердца и Итальянском ауксологическом институте, и в 2010 году — в Дрезденском техническом университете.
Действительный член ряда научных организаций — Физиологического общества имени И. П. Павлова РАН (с 2007), Организации картирования мозга человека (OHBM, с 2006), Ассоциации вычислительной техники, Международной организации психофизиологии при ООН (англ. International Organization of Psychophysiology), Международного нейропсихологического общества (англ. International Neuropsychological Society, INS; с 2015).
В конце декабря 2023 года был вынужден уволиться «по собственному желанию» с факультета психологии МГУ из-за угрозы признания Министерством юстиции РФ «иностранным агентом», после чего общим собранием «Викимедиа РУ» было принято решение о прекращении деятельности проекта для безопасности всех его участников. Признан «иностранным агентом» 2 февраля 2024 года.

## Научная деятельность
Занимается исследованием и разработкой новых методов изучения в психофизиологии, а также практическим изучением мозговых механизмов человеческой памяти. Совместно с А. В. Вартановым создал новое направление научных исследований — магнитно-резонансный психо-морфометрический анализ головного мозга. В основе этого метода лежит принцип нейропластичности, что помогает обнаружить связи между особенностями развития тех или иных участков головного мозга (содержанием N-ацетиласпартата, аспарагина, креатина/креатинфосфата и глицерофосфохолина) наряду с выполнением когнитивных психологических тестов. Кроме того, С. А. Козловский выявил различие в ролях между левым и правым гиппокампом, как то, каким образом его разные отделы влияют на обеспечение вербальной и зрительной памяти. Он показал, какое значение имеют в различных процессах памяти и когнитивного контроля хвостатые ядра, области поясных извилин и мамиллярные тела. Кроме того, Козловский предложил авторские психофизиологические модели памяти человека.
Является частым докладчиком на научных конференциях по психологии и когнитивным нейронаукам, включая Всероссийский съезд психологов Российского психологического общества (с 2012), Международный психологический конгресс (англ. International Congress of Psychology) (с 2012), Международный психофизиологический конгресс Международного психофизиологического общества при ООН (англ. International Organization of Psychophysiology) (с 2010), Европейском психологическом конгрессе (ECP) (с 2011).
Автор более 120 научных трудов в российских и зарубежных изданиях и более двадцати учебных и учебно-методических пособий. Является руководителем и исполнителем около 30 научно-исследовательских проектов, поддержанных грантами Российского научного фонда, Российского фонда фундаментальных исследований и Российского гуманитарного научного фонда.

## Преподавательская деятельность
На факультете психологии МГУ читает курсы лекций по «Физиологии сенсорных систем», «Физиологии высшей нервной деятельности», «Психофизиологии» для студентов 2-3 курса, а также специальные курсы «Механизмы памяти» и «Томографические методы в психофизиологии» для студентов и магистрантов специальности «психофизиологи». На физическом факультете читает раздел «Когнитивная нейронаука» специального курса «Основы когнитивных наук» для студентов 5-го курса специальности, связанной с нанотехнологиями.
Совместно с А. А. Кисельниковым на факультете психологии МГУ имени М. В. Ломоносова с 2012 года является научным руководителем Междисциплинарного научного семинара «Фундаментальная когнитивная нейронаука», а с 2015 года научным руководителем Школы психофизиолога для студентов младших курсов.

## Общественная и экспертная деятельность

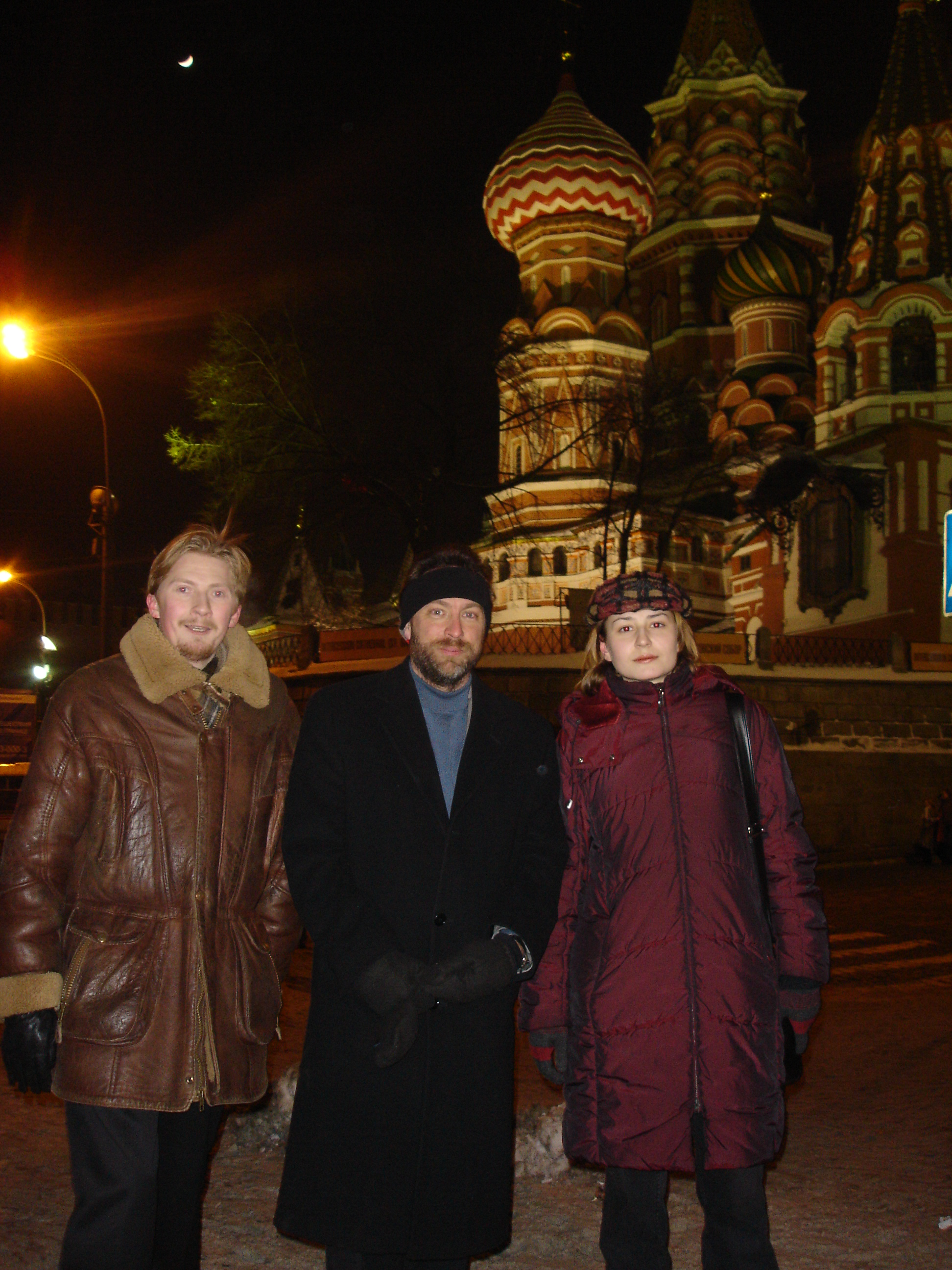
Станислав Козловский и Джимми Уэйлс в Москве, 2006

Активно занимается продвижением Рунета. Активный участник Русской Википедии (с 2003 года): один из первых авторов и администраторов русского раздела. Кроме того, с 29 августа 2009 года — исполнительный директор некоммерческого партнёрства содействия распространению энциклопедических знаний «Викимедиа РУ». Долгие годы занимается популяризацией в России Википедии и свободного распространения знаний. Является одним из авторов коллективных монографий, посвящённых вопросам общественного достояния и свободных лицензий в авторском праве: «Авторские права в Интернете. Перспективы системы авторского права и поддержка общественного достояния» (2012), «Трансформация авторского права в Интернете. Зарубежные тенденции, бизнес-модели, рекомендации для России» (2013), «Общественное достояние» (2016).
Выступает в качестве приглашённого спикера на таких крупнейших российских конференциях по информационным технологиям, как iComference, RIW, Российский форум по управлению Интернетом, РИФ+КИБ, Связь-Экспоком и др.
В апреле 2011 года в Российской государственной библиотеки для молодёжи совместно с исполнительным директором Регионального общественного центра интернет-технологий, директором Российской ассоциации электронных коммуникаций С. А. Плуготаренко, президентом Ассоциации интернет-издателей, главным редактором интернет-издания «Частный корреспондент» И. И. Засурским и журналистом, блогером, учредителем благотворительного фонда «Помоги.Орг» А. Б. Носиком принял активное участие во встрече Д. А. Медведева с представителями интернет-сообщества.
Член различных экспертных рабочих групп по интеллектуальным правам Государственной Думы РФ, Министерства связи и массовых коммуникаций РФ и Министерства юстиции РФ. С 2010 года — эксперт Комиссии по правовым вопросам Российской ассоциации электронных коммуникаций (РАЭК). С 2013 года — сопредседатель Ассоциации пользователей интернета. В 2013—2015 годах — член Экспертного совета по интернету и развитию электронной демократии Комитета Государственной Думы РФ по информационной политике, информационным технологиям и связи. С 2014 года — член постоянной рабочей группы «Связь и информационные технологии» экспертного совета при Правительстве Российской Федерации.
В 2011—2013 годах выступил в качестве соавтора поправок в Часть IV Гражданского кодекса РФ, вводящих в российское законодательство открытые лицензии (ст. 1281.1) и свободу панорамы (ст. 1276).
Также является популяризатором науки. Постоянно участвует в публичных дебатах и выступает с публичными лекциями. Автор большого числа научно-популярных статей в журналах «Компьютерра» (с 2004) и «Вокруг света» (с 2006). В 2009 году во Всероссийском конкурсе научно-популярных статей и документальных фильмов «Наука обществу» (проводится Министерством образования и науки России совместно с МГУ имени М. В. Ломоносова) статья «Лабиринты интеллекта» (опубликована в журнале «Вокруг света», июнь 2009) заняла первое место в номинации «Лучшая научно-популярная статья».
В 2007 году в своей статье «У больших чисел громкие имена», предложил название «стасплекс» для числа G100, которое, таким образом, стало самым большим в мире числом, имеющим собственное имя.

## Награды и премии
- 2006 — Лауреат программы «Лучшие кандидаты и доктора наук РАН», проводимой Российской академией наук и Фондом содействия отечественной науке (в номинации «Лучшие кандидаты наук РАН»)[1].
- 2008 — Премия имени И. В. Курчатова по направлению «исследования и разработки в области информатики, вычислительной техники и управления» за создание (совместно с А. В. Вартановым) нового метода обработки томографических изображений, позволяющего значительно мере сократить динамический диапазон представляемых значений интенсивности МРТ-сигнала с собранием важных детали изображения, оставляя их контрастными в равной степени в области высоких и в области низких диапазонов яркости[1].
- 2009 — Первое место во Всероссийском конкурсе научно-популярных статей и документальных фильмов «Наука обществу», проводимым Министерством образования и науки России и МГУ имени М. В. Ломоносова (в номинации «Лучшая научно-популярная статья»)[1].
- 2016 — Первая премия конкурса работ, способствующих решению задач Программы развития Московского университета (в номинации «Достижения в научно-исследовательской деятельности»)[1].

## Научные труды

### На русском языке
- Козловский С. А., Вартанов А. В. Оперативная память и зрительный вызванный потенциал // Журнал высшей нервной деятельности имени И. П. Павлова. 2000. Т. 50. № 4. С. 638.
- Козловский С. А. Мозговые механизмы удержания зрительного образа в рабочей памяти // Психология. Журнал Высшей школы экономики. 2005. Т. 2. № 3. С. 142—147.
- Вартанов А. В., Козловский С. А. Методы избирательной компрессии динамического диапазона томографических данных // Медицинская физика. 2008. № 1. С. 29-35.
- Вартанов А. В., Козловский С. А., Скворцова В. Б., Созинова Е. В., Пирогов Ю. А., Анисимов Н. В., Куприянов Д. А. Память человека и анатомические особенности гиппокампа // Вестник Московского университета. Серия 14: Психология. 2009. № 4. С. 3-16.
- Величковский Б. Б., Козловский С. А., Вартанов А. В. Тренировка когнитивных функций: перспективные исследования в России // Национальный психологический журнал. 2010. № 1. С. 122—127.
- Величковский Б. Б., Козловский С. А. Рабочая память человека: фундаментальные исследования и практические приложения // Интеграл. 2012. № 6. С. 14-17.
- Козловский С. А., Величковский Б. Б., Вартанов А. В., Никонова Е. Ю., Величковский Б. М. Роль областей цингулярной коры в функционировании памяти человека // Экспериментальная психология. 2012. Т. 5. № 1. С. 12-22.
- Меньшикова Г. Я., Козловский С. А., Полякова Н. В. Исследование целостности системы «глаз-голова-тело» при помощи технологии виртуальной реальности // Экспериментальная психология. 2012. Т. 5. № 3. С. 115—121.
- Вартанов А. В., Козловский С. А., Попов В. В., Исакова Ю. А., Баев А. А., Беззубик Е. Г., Глозман Ж. М. Методика диагностики цереброваскулярной реактивности // Избранные вопросы нейрореабилитации Материалы VII международного конгресса «Нейрореабилитация — 2015». 2015. С. 58-61.

### На других языках
- Sozinova E. V., Kozlovskiy S. A., Vartanov A. V., Skvortsova V. B., Pirogov Y. A., Anisimov N. V., Kupriyanov D. A. The role of hippocampus parts in verbal memory and activation processes // International Journal of Psychophysiology[англ.]. 2008. Т. 69. № 3. С. 312.
- Kozlovskiy S. A., Pyasik M. M., Vartanov A. V., Nikonova E. Yu. Verbal working memory: magnetic resonance morphometric analysis and a psychophysiological model // Psychology in Russia: State of the Art. 2013. Т. 6. № 3. С. 19-30.
- Kozlovskiy S., Vartanov A., Pyasik M., Nikonova E., Boris V. Anatomical Characteristics of Cingulate Cortex and Neuropsychological Memory Tests Performance // Procedia — Social and Behavioral Sciences. 2013. Т. 86. С. 128.
- Kiselnikov A. A., Sergeev A. A., Dolgorukova A. P., Vartanov A. V., Glozman J. M., Kozlovskiy S. A., Pyasik M. M. Psychophysiological mechanisms of color-emotional semantic // International Journal of Psychophysiology[англ.]. 2014. Т. 94. № 2. С. 241.

## Другие публикации
- Козловский С. Скорость мысли // Журнал «Компьютерра» № 26-27 от 20 июля 2004 года
- Козловский С. Как стать Вольтером, или самая свободная энциклопедия // Журнал «Компьютерра» № 26-27 от 4 октября 2004 года
- Засурский И., Харитонов В., Козловский С., Алексеева А. Авторские права в интернете. Перспективы системы авторского права и поддержка общественного достояния. — М.: Ассоциация интернет-издателей, 2012. — 352 с. Архивировано 12 марта 2019 года. (копия)
- Трансформация авторского права в интернете: зарубежные  тенденции, бизнес-модели, рекомендации для России / Под ред. И. Засурского и В. Харитонова. — М.: НП «Ассоциация интернет-издателей»; Кабинетный учёный, 2013. — 384 с. — ISBN 978-5-7525-2833-0. (автор §§ 4.1-3, 4.6, 5)
- Козловский С., Корольков А., Медейко В., Соловьёв В., Фоменко А. Общественное достояние. Произведения и авторы, работы которых переходят в режим общественного достояния с 2016 года. Доклад группы экспертов НП Викимедиа РУ. Москва, 2016. — М.: Проспект, 2016. — 60 с. — ISBN 978-5-392-21164-7.
- Козловский С., Корольков А., Медейко В., Соловьёв В., Фоменко А. Общественное достояние. Как открыть доступ к культуре и знаниям // Общественное достояние. Произведения и авторы, работы которых переходят в режим общественного достояния с 2016 года / Под ред. И. Засурский, В. Харитонов. — М. —  Екатеринбург: Ассоциация интернет-издателей «Кабинетный учёный», 2016. — С. 137—181. — 238 с. — ISBN 978-5-7525-3115-6.
- Козловский С. А., Багдасарова С. А., Медейко В. В., Цапенко А. М. Открытое наследие: взаимодействие вики-сообществ и учреждений культуры для продвижения культурного наследия: методическое пособие / под общ. ред. С. А. Козловского. — М.: Астро Дизайн, 2018. — 106 с. ISBN 978-5-9901753-2-7 : 300 экз.